# Черната Далия (роман)
Вижте пояснителната страница за други значения на Черната Далия.
Черната Далия (на английски: The Black Dahlia) е криминален роман издаден през есента на 1987 г. от американския писател Джеймс Елрой. Книгата е първа от четирите части на поредицата L.A. Quartet, представяща изпълнения с насилие и корупция живот в Холивуд през 40-те и 50-те години на 20 век. Романът е екранизиран през 2006 г.